# 廖芸婕
廖芸婕（英語：Yunjie Liao）是一名跨國獨立記者、藝術家、作家，從事紀實報導及非虛構創作。出生於臺灣，廖芸婕的獲獎作品常經由實地蹲點採訪，挑戰主流敘事觀點，她曾於法國、白羅斯、衣索匹亞、巴勒斯坦、以色列、埃及、賽普勒斯、捷克、美國、墨西哥等四十多國進行紀錄。作品主題常圍繞在自由、邊緣、誤解、衝突、話語權角力，以及人們對家園的想像。

## 求學及新聞工作
廖芸婕出生於臺灣，曾就讀台北市立西湖國小資優班、內湖高中及國立政治大學新聞學系，為政大新聞系著名系友，並擔任政大校隊登山隊隊長。畢業後曾擔任臺灣《蘋果日報》記者、《報導者》記者，但多數時間從事獨立跨國採訪工作，重視現場蹲點及紀錄，作品散見國內外媒體。廖芸婕曾於某次訪談中表示：「即便寫的是國際，常也影射台灣；很多看似距離、時間軸遙遠的事，其實沒有那麼遙遠。」
廖芸婕專事文字報導、專欄評論及平面攝影，並結合聲響、錄像、360度環景等媒材，製作沉浸式報導專題（immersive journalism）。代表作品如2014年《我們掙扎，築起家園》、2015年《遙遠人聲》及2018年《巴勒斯坦之和平與武裝抗爭》等。其獨立作品曾獲得曾虛白先生新聞獎、4A創意獎等，並數次入圍卓越新聞獎。

## 紀實創作
廖芸婕於2013年發表著作《獨行在邊境》。自2014年起參與劇情長片《蚵豐村》之田野調查、共同編劇及2016年之拍攝工作。2017年及2018年，兩度獲贊助前往美國Burning Man黑石沙漠火人祭進行紀錄。2018年，廖芸婕獲臺灣國家文化藝術基金會「海外藝遊」計畫支持，拜訪各國紀實、諷刺漫畫工作者，並投入其第一部非虛構小說《橫斷之沙》創作。其參與編劇之電影、漫畫曾獲得國際影展類及漫畫節獎項。2021年，廖芸婕參與台北國際藝術村文化平權駐村計畫，並參與「從此，以後」、「众所之地」駐村藝術家聯展。其後受邀至法國MEET國際作家及譯者之家駐村。

## 軼事
廖芸婕曾經表示，有三件事曾經深刻地影響其報導之路：1999年九二一集集大地震、學生時代克難的山林歲月，以及2009年莫拉克風災時期的原住民部落。
紀實工作之餘，廖芸婕鍾情自然野地。她是一名國際救生聯盟認證的水上救生員，並具先鋒確保資格與高山嚮導經驗，曾任政治大學登山攀岩隊隊長。

## 外部連結
- 官方网站
- 廖芸婕的Facebook專頁